# گروه ایتزن
گروه ایتزن (انگلیسی: Eitzen Group) شرکت خوشه‌ای نروژی است، که در سال ۱۸۸۳ تأسیس شد.